# Senhorio de Mira
 Senhorio de Mira 

## História
Durante as guerras com Castela, o rei D. João II de Portugal tomou para si as terras anteriormente pertencentes a D. Pedro de Tavares (Alcaidarias-mores de Portalegre, Assumar e Alegrete, no Alentejo). Este, não se conformando com a usurpação, fez múltiplas requisições ao rei para que lhe devolvesse as antigas terras, mas, não tendo resposta, um dia confronta o rei durante o ato da Eucaristia, não permitindo a D. João II tomar a comunhão antes de aceder ao seu pedido. O rei confirmou o seu interesse estratégico nas terras, por estarem situadas junto à fronteira, mas como compensação atribuiu ao despojado o Senhorio de Mira e os direitos do pescado da vila de Aveiro.
Os Tavares estabeleceram-se em Aveiro no ano 1500, tendo sido o filho de D. Pedro, D. Gonçalo de Tavares o primeiro Senhor de Mira.
O Senhorio de Mira manteve-se até à extinção do regime senhorial em 1833.

## Senhores de Mira
- Gonçalo de Tavares, 1.º senhor de Mira
- Simão de Tavares, 2.º senhor de Mira
- Francisco de Tavares, 3.º  senhor de Mira
- Bernardim de Sousa Tavares de Távora, 4.º senhor de Mira
- Luís Freire de Andrade e Sousa, senhor de Mira (por casamento)
- Bernardim de Távora de Sousa Tavares, 5.º senhor de Mira
- Manuel de Sousa Tavares, 6.º senhor de Mira
- Bernardino de Sousa Tavares e Távora, 7.º senhor de Mira
- Manuel José de Sousa Tavares, 8.º senhor de Mira
- Maria Bernardina de Sousa Tavares, 9.ª senhora de Mira
- Mariana Augusta de Mendonça Côrte-Real de Sousa Tavares, 10.ª senhora de Mira[1][2][3][4]